# Айнікабмахі
Айнікабмахі (рос. Айникабмахи) — село Акушинського району, Дагестану Росії. Входить до складу муніципального утворення Сільрада Акушинська.
Населення — 381 (2010).

## Населення
За даними перепису населення 2002 року в селі мешкало 367 осіб. У тому числі 176 (47,96 %) чоловіків та 191 (52,04 %) жінка.
Переважна більшість мешканців — даргинці (100 % від усіх мешканців). У селі переважає північнодаргинська мова.